# Д’Анджо, Пино
Пи́но Д’Анджо́ (итал. Pino D’Angiò; наст. имя Джузеппе Кьеркья (итал. Giuseppe Chierchia); 14 августа 1952, Помпеи, Неаполь, Кампания, Италия — 6 июля 2024, Рим) — итальянский певец и композитор, известный своими поп-песнями в 1980-е годы.

## Биография
Свою карьеру начал в 1979 году с песни «È libero, scusi?». Затем с гораздо большим успехом выпустил песню в стиле рэп «Ma quale idea». Синглов этой песни, выпущенной в 1981 году, было продано 2,5 млн шт.
Также принимал участие в Фестивальбаре, музыкальном фестивале, проходящем каждый год в Италии с 1964 года, в 1981 и 1982 годах, с песнями, соответственно, «Un concerto da strapazzo» и «Fammi un panino». В 1980 году, на Международной выставке лёгкой музыки в Венеции завоевал «Серебряную гондолу».
Вместе с Андреа Мингарди, Риккардо Фольи, Джанни Моранди, Эросом Рамаццотти, Джулио Моголом и другими артистами являлся одним из основателей «Благотворительности итальянских певцов» — организации, пожертвовавшей на благотворительность более 40 млн евро с 1980 года.
Также являлся единственным итальянским певцом на DVD «World Tribute To The Funk», опубликованным Sony Music Entertainment в 2003 году как универсальная энциклопедия фанк-музыки.
В период между 1980 и 2009 годами писал песни для различных композиторов, включая Mina («Ma chi è quello lì»), и работал на RAI, где вёл радио- и телевизионные программы.
Также принимал участие в театральных пьесах и музыкальных концертах, снялся в одном из первых фильмов Джузеппе Торнаторе «Каморрист».
В 2003 году был удостоен премии Грэмми.
Скончался 6 июля 2024 года в возрасте 71 года.

## Дискография
- 1981 — Balla!; Rifi Recordings
- 1982 — Ti regalo della musica; Bellaphon
- 1982 — Ma quale idea (Qué idea); Velvet de Venezuela
- 1983 — Evelonpappa, Evelonmamma; Wea
- 1984 — Una notte maledetta; SGM Records
- 1986 — Sunshine Blue
- 1988 — Gente Si & Gente No; Aspa
- 1989 — Dancing In Jazz; Carosello
- 1991 — STS Siamo tutti stufi; JBR
- 1999 — I successi; D.V. More Record
- 1999 — Ma quale idea? e le altre storie; Carosello
- 2001 — Distintos (Pino D’Angio & Lola Massey)
- 2002 — Lettere a Federico Fellini; Zetazero
- 2010 — The Only One